# 11 Vulpeculae

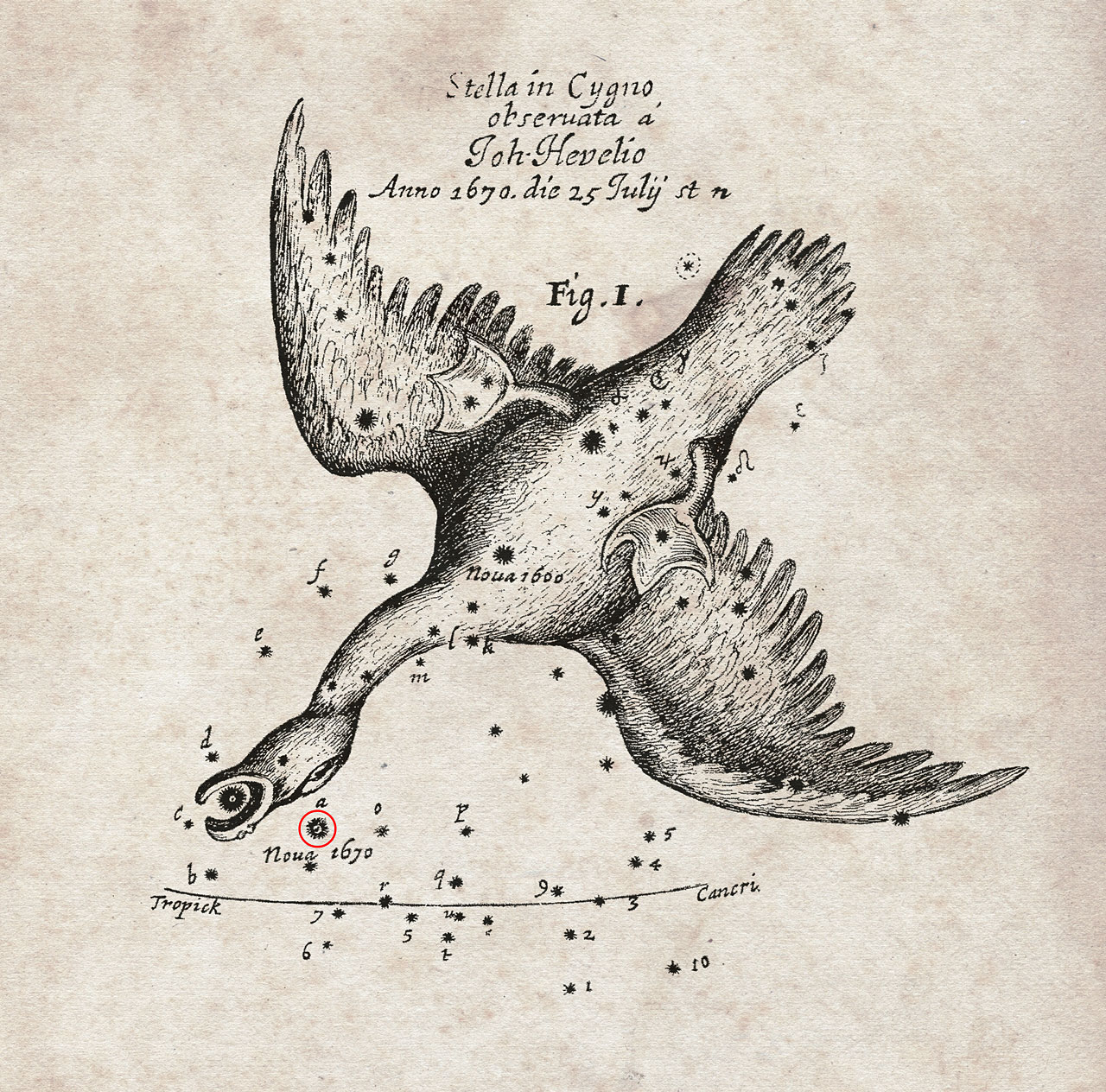
Positionen för 1670 år nova, nära Albireo.

11 Vulpeculae, eller Nova Vulpeculae 1670 och CK Vulpeculae, är en luminös röd nova i stjärnbilden Räven. Den blev också den första novan som dokumenterades på ett tillförlitligt sätt av astronomerna. Den upptäcktes den 20 juni 1670 av den franske munken och astronomen Anthelme Voituret.
11 Vul har en visuell magnitud lägre än +23, men nådde vid sitt utbrott 1670 upp till +2,3.